# شار

شار یا آمینا کوییم حجمی از سیال است که در واحد زمان از سطح مفروضی عبور می‌کند.

## توضیح

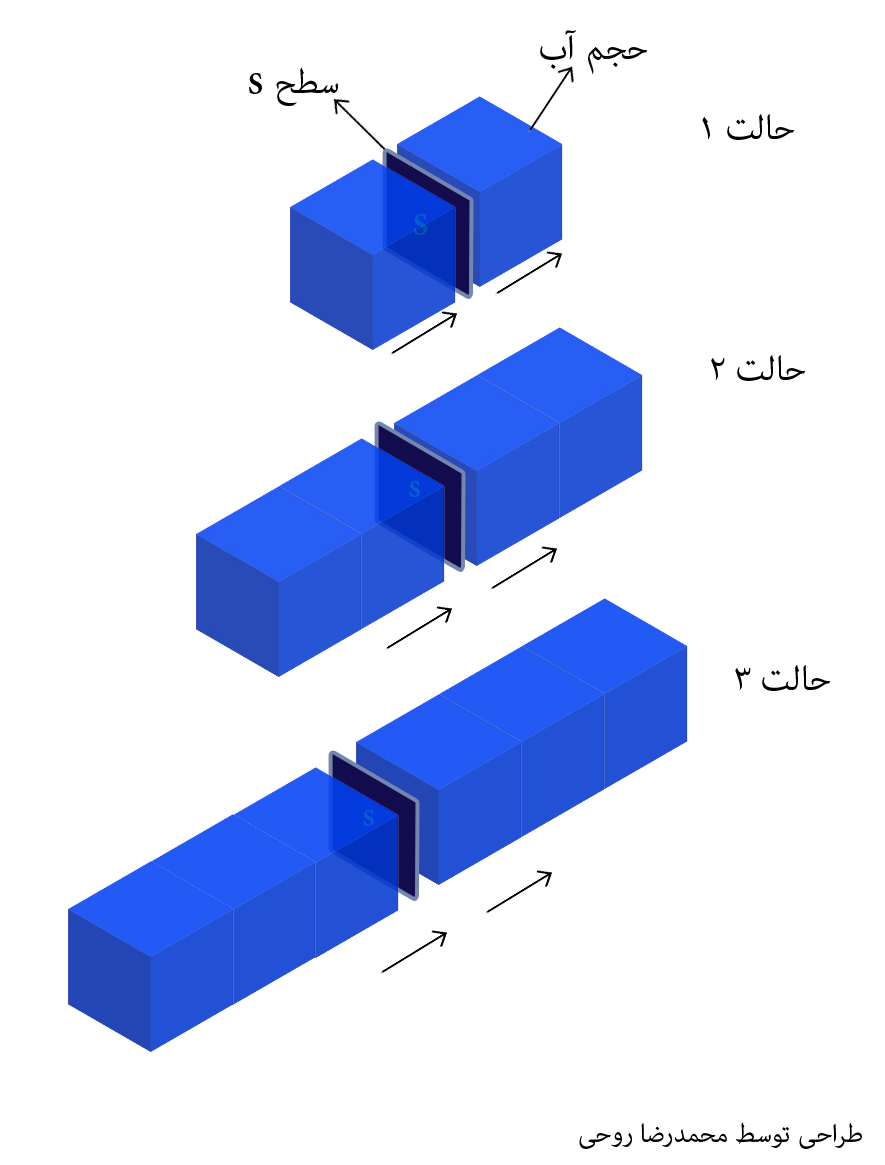
این تصویر سه حالت از عبور حجمی از آب از سمت چپ و از میان سطح s به سمت راست آن را نشان می‌دهد. تمام این حجم‌ها در واحد زمان (برای مثال یک ثانیه) از سطح s عبور می‌کنند. درحالت سوم، حجم آب عبوری از سطح s در یک ثانیه، بیشتر است. پس سرعت عبور آب در حالت سوم بیشتر است؛ بنابراین، شار عبوری از سطح s در حالت سوم بیشتر است.

- این تصویر سه حالت از عبور حجمی از آب از سمت چپ و از میان سطح s به سمت راست آن را نشان می‌دهد. تمام این حجم‌ها در واحد زمان (برای مثال یک ثانیه) از سطح s عبور می‌کنند. درحالت سوم، حجم آب عبوری از سطح s در یک ثانیه، بیشتر است. پس سرعت عبور آب در حالت سوم بیشتر است؛ بنابراین، شار عبوری از سطح s در حالت سوم بیشتر است .مطابق شکل، سه حجم از آب را در نظر بگیرید که در یک ثانیه ازسمت چپِ سطح مشخص شده در شکل با مساحت s به سمت راست آن منتقل می‌شود:
- تمامی این حجم‌ها در واحد زمان برابر (برای مثال یک ثانیه) از سطح s عبور می‌کنند. همانطوری‌ که مشاهده می‌شود، درحالتِ سوم، حجم آب عبوری از سطح s در یک ثانیه، بیشتر است. پس سرعت عبور آب در حالت سوم بیشتر است؛ بنابراین، شار عبوری از سطح s در حالت سوم بیشتر است.
- اگر بخواهیم تعریف شار را به صورت یک فرمول در بیاوریم، یک حجم را در نظر می‌گیریم که حاصل ضرب یک سطح (همان سطح s) و یک ارتفاع است. سطح s، همان سطحی است که حجم کمیت مورد نظر ما از آن عبور می‌کند و ارتفاع ذکر شده، در ریاضیات، به چگالی سطحی شار معروف است. پس خواهیم داشت:
  - {{{1}}}
  - که در فرمول بالا:
- V=شار عبوری از سطح S
- S= سطحی که شار آز آن می‌گذرد
- D= چگالی شار (ارتفاع مورد نظر)
  - اما فرمول بالا فرمول کاملی نیست. در تعریف شار بیان شد که حجم کمیت عبوری (مثلاً آب) باید به صورت عمود برسطح از آن عبور کند و در غیر این صورت، هنگام عبور حجم مورد نظر از سطح، باید مؤلفهٔ عمودی بردار سطح در ارتفاع یا چگالی شار ضرب شود. به همین دلیل، چگالی شار و سطح به صورت دو بردار در نظر گرفته می‌شوند که با ضرب داخلی در هم ضرب می‌شوند؛ تعریف نهایی شار عبوری از سطح به صورت زیر تکمیل می‌شود:
  - شار: {{{1}}}
  - که در آن S و D به ترتیب بردار سطح و بردار چگالی سطحی شار هستند که به صورت پررنگ شده به نشانه بردار بودن نمایش داده شده‌اند.
  - نکته: منظور از بردار سطح، برداری است که مانند همهٔ بردارها دارای اندازه و جهت است که اندازه آن برابر مساحت سطح و جهت آن، جهت عمود بر سطح است.
  - شار همانطوری‌که بیان شد، یک حجم است که حاصل ضرب دو بردار می‌باشد و یک کمیت اسکالر است. از آن جایی که یک سطح ممکن است به صورت منحنی باشد و همچنین بردار چگالی شار ممکن است در تمام نقاط سطح مقدار ثابتی نداشته باشد و وابسته به دستگاه مختصات به صورت یک تابع تغییر کند، بهتر است سطحِ خود را در این حالت به تعداد زیادی قطعات بسیار کوچک تقسیم کنیم تا بتوانیم با تقریبی خوب، بردار چگالی شار را در هر قطعه ثابت فرض کنیم، سپس حاصل ضرب بردار چگالی شار در تمام قطعات را با هم جمع کنیم. هر قدر این قطعات کوچک‌تر باشند، میزان دقت نتیجه بدست آمده بیشتر است. اگر این قطعات بی‌نهایت کوچک شوند، به مفهوم انتگرال می‌رسیم که تعریف شار را به صورت زیر بهبود می‌بخشد:
  - شار: {{{1}}}